# Max Mallowan
(Agatha Christie, 1954, parlando di suo marito Max Mallowan.)
Sir Max Edgar Lucien Mallowan (Londra, 6 maggio 1904 – Wallingford, 19 agosto 1978) è stato un archeologo britannico, secondo marito della scrittrice Agatha Christie.

## Biografia
Max Mallowan nacque nel distretto londinese di Wandsworth il 6 maggio 1904 da Frederick e sua moglie Marguerite (nata Duvivier). Sua nonna materna era la mezzosoprano Marthe Duvivier.
Studiò alla Rokeby Preparatory School di Kingston upon Thames, al Lancing College e approfondì gli studi classici al New College dell'Università di Oxford.
Inizialmente, dal 1925 al 1931, lavorò come apprendista insieme a Leonard Woolley nel sito archeologico di Ur che si riteneva essere la capitale della civiltà della Mesopotamia. Nel 1930, presso il sito di Ur, incontrò Agatha Christie, già celebre autrice di romanzi e racconti gialli, che sposò nello stesso anno. Nel 1932, dopo un breve periodo di lavoro a Ninive con Reginald Campbell Thompson, divenne direttore di una serie di spedizioni gestite congiuntamente dal British Museum e dalla British School of Archaeology in Iraq. I suoi scavi includono il villaggio preistorico di Arpachiya e i siti a Chagar Bazar e Tell Brak nella zona superiore del fiume Khabur, in Siria. Fu anche il primo a scavare i siti archeologici della valle di Balikh, ad ovest del bacino del Khabur.
Dopo lo scoppio della seconda guerra mondiale servì come volontario nella Royal Air Force Volunteer Reserve in Africa del Nord, con base per una parte del 1943 presso l'antica città di Sabratha. L'11 febbraio 1941, ricevette l'incarico di ufficiale pilota in prova in funzioni amministrative e con incarichi speciali. Fu poi promosso ufficiale di volo il 18 agosto 1941 e tenente di volo il 1º aprile 1943. Ad un certo punto assunse anche il grado di tenente colonnello. Quando il 10 febbraio 1954 si ritirò, gli fu permesso di mantenere quel grado anche in pensione.
Dopo la guerra, nel 1947, venne nominato professore di Archeologia dell'Asia occidentale presso l'Università di Londra, posizione che mantenne fino all'elezione a socio dell'All Souls College di Oxford nel 1962. Dal 1947 al 1961, fu direttore della British School of Archaeology in Iraq. Diresse anche la pubblicazione dei suoi lavori a Nimrud (e in precedenza scavati anche da Austen Henry Layard), che furono pubblicati in due volumi nel 1966 con il titolo Nimrud and its Remains. Mallowan aveva già pubblicato un resoconto del suo lavoro di venticinque anni in Twenty-five Years of Mesopotamian Discovery (1956). Anche sua moglie descrisse il suo lavoro in Siria in Come, Tell Me How You Live (1946).
Agatha Christie morì nel 1976 e, l'anno successivo, Mallowan sposò Barbara Hastings Parker, un'archeologa che era stata sua epigrafista a Nimrud e segretaria della British School of Archaeology in Iraq.
Morì a Wallingford il 19 agosto 1978 all'età di 74 anni. Fu sepolto accanto alla sua prima moglie nel cimitero della chiesa di Santa Maria a Cholsey. La sua seconda consorte morì a Wallingford nel 1993, all'età di 85 anni.